# Rio Dolina (Suliţa)
O Rio Dolina é um rio da Romênia, afluente do Sitna, localizado no distrito de Botoşani.